# Albuca juncifolia
Albuca juncifolia ist eine Pflanzenart der Gattung Albuca in der Familie der Spargelgewächse (Asparagaceae). Das Artepitheton juncifolia leitet sich vom Namen der Gattung Juncus sowie vom lateinischen Wort folius für ‚blättrig‘ ab.

## Beschreibung
Albuca juncifolia wächst einzeln oder bildet durch Teilung kleine Gruppen. Ihre niedergedrückt-kugelförmigen, teilweise oberirdischen Zwiebeln weisen eine Länge von bis zu 4,5 Zentimetern auf und sind 3 Zentimeter breit. Die sukkulenten, bräunlich grünen Zwiebelschuppen sind trocken grauweiß. Die fleischigen, weißen Wurzeln weisen einen Durchmesser von bis zu 3 Millimeter auf. Die zwei bis fünf Laubblätter sind aufsteigend bis ausgebreitet. Sie sind linealisch verschmälert, sukkulent und erscheinen stielrund, besitzen aber stark eingerollte Ränder. Ihre Blattspreite ist 5,5 bis 20 Zentimeter lang und 1 bis 5 Millimeter breit. Die Basis ist flach und rinnig, die Blattspitze spitz.
Die ein bis zwei traubigen Blütenstände erreichen eine Länge von bis zu 28 Zentimeter. Der Blütenschaft ist in der unteren Hälfte steril und misst an seiner Basis 3 Millimeter im Durchmesser. Die unteren, lanzettlich spitz zulaufenden Brakteen sind 25 Millimeter lang und 7 Millimeter breit. Weiter oben werden sie schmaler. Die anfangs weißen Brakteen werden bald braun. Die aufrechten, bis zu 25 Millimeter langen Blüten sind gestielt. Der Blütenstiel ist bis zu 7 Zentimeter lang. Die Perigonblätter sind gelb und besitzen einen breiten grünen Mittelstreifen. Die äußeren Perigonblätter sind aufrecht-ausgebreitet, länglich, bandförmig und an ihrer Spitze kapuzenartig. Sie sind 25 Millimeter lang und 7 Millimeter breit. Die inneren Perigonblätter sind elliptisch-eiförmig, bootförmig, an der Spitze kapuzenförmig sowie ausgenommen und gestutzt. Sie weisen eine Länge von 2 Millimeter auf und sind ebenfalls 7 Millimeter breit. Die weißen, 1,2 bis 1,4 Zentimeter langen Staubfäden sind flach und weisen an ihrer Basis einen Durchmesser von 3 Millimeter auf. Die inneren Staubfäden sind an ihrer Basis eingeschnürt. Die länglichen, beweglichen Staubbeutel sind 3 Millimeter lang und 1,2 Millimeter breit. Äußere Staubfäden und Staubbeutel sind kleiner. Der stumpf dreikantige Fruchtknoten ist 6 bis 7 Millimeter lang. Der prismatische, gelbliche Griffel ist zur Spitze hin leicht erweitert und weist eine Länge von 7 Zentimeter auf. Die dreilappigen Narben sind gelb. Die Blütezeit ist der Spätfrühling.

## Systematik und Verbreitung
Albuca juncifolia ist in der südafrikanischen Provinz Westkap im küstennahen Renosterbosveld verbreitet.
Die Erstbeschreibung durch John Gilbert Baker wurde 1876 veröffentlicht.
Synonyme sind Albuca imbricata F.M.Leight. (1947) und Ornithogalum imbricatum (F.M.Leight.) J.C.Manning & Goldblatt (2004).

## Nachweise